# منظومه‌ی بازگشت و اشعار دیگر
منظومه بازگشت و اشعار دیگر کتابی است از محمد شمس لنگرودی شاعر و نویسنده ایرانی که نخستین بار سال ۱۳۹۳ در نشر چشمه منتشر شد.

## معرفی
کتاب منظومه بازگشت و اشعار دیگر دربرگیرنده یک منظومه بلند و چهارده شعر کوتاه است. عنوان شعرهای کوتاه مجموعه به این شرح است. «کشتی کاغذی»، «دریایت را دوست دارم»، «شعرم»، «بازگشت»، «عصر»، «من نکاشته‌ام»، «اتفاق»، «بازشو»، «آتش فروردین»، «جیرجیرک خام»، «در این شب دلپذیر»، «سرباز»، «مثل همیشه» و «آیا زندگی همین بود.» شمس لنگرودی درباره ایده خلق این مجموعه شعر در مصاحبه‌ای گفته است؛روز ۲۶ آبان ماه سالروز تولدم، مادرم با یک ساعت اختلاف فوت شد. آن موقع من در رشت در بیمارستان بودم و این «هم زمانی» برای من مسئله شد. آیا مادرم مرا به دنیا آورده بود که بمیرد؟آیا زندگی مثل یک، دو امدادی است که مادرم چوب را به دستم داد تا من به دست کسی دیگر بدهم؟ جایی در «منظومه بازگشت» همین هست.

## جوایز
منظومه بازگشت و اشعار دیگر در نخستین دوره جایزه شعر احمد شاملو به عنوان برگزیده معرفی شد. در بیانیه هیئت داوران جایزه احمد شاملو آمده است: «هیئت داوران نخستین دوره‌ جایزه‌ی شعر احمد شاملو، پس از بررسی بیست و دو مجموعه شعر راه‌یافته به مرحله‌ی نهایی، این کشتی پراسرار، اثر علی باباچاهی، انتشارات نگاه و منظومه‌ی بازگشت و اشعار دیگر، اثر محمد شمس لنگرودی، نشر چشمه را به عنوان برترین مجموعه شعرهای منتشر شده در سال ۱۳۹۳ معرفی می‌کند.»

## نقد و بررسی
بر کتاب منظومه بازگشت و اشعار دیگر در قالب یادداشت یا گفت وگو با نویسنده نقد و بررسی‌هایی دربارهٔ این مجموعه انجام شده‌است.
آرزو یزدانی در نشریه ایران بانو ضمیمه روزنامه ایران دربارهٔ این کتاب نوشته‌است: «منظومه بازگشت نوعی اتوبیوگرافی است از کسی که سال‌های میانسالی‌اش را می‌گذراند و این سال‌ها برای او ادامه‌دار به نظر می‌رسد. انگار کسی از تولد تا جوانی را نوشته و از یک قسمتی به بعد، به نظر می‌رسد نویسنده در سال‌های جوانی مانده و سن در آن محسوس نیست.»
همچنین نویسنده یادداشتی دیگر در وصف کتاب منظومه بازگشت و اشعار دیگر از نوشتار آن به عنوان متنی ساده یاد کرده و نوشته‌است: «آسانی کلمات به کار رفته در شعر منظومه بازگشت به فهم بهتر آن کمک می‌کند.»

## نمونه شعر
مادر می‌گفت نمی‌دانم چرا
هرچه که چرخ می‌کنم
به شکل عقابی در می‌آید
که میل به پرواز دارد.
و دانستن رازی تلخ بود
و مدرسه رازی تلخ بود.
نه این باران‌ها همان نیست
که بر سر کودکی می‌بارید
او به هرچه که دست می‌کشید
قلبی می‌بخشید
بر هر چهره‌ای که عبور می‌کرد
دسته گلی برجا می‌نهاد
طوری که شکل انار می‌ترکید
از گوشه‌ی هر سطری می‌چکید